# Joe Sims
Joe Sims (5 januari 1980, Bristol) is een Brits acteur.

## Biografie
Sims werd geboren in het ziekenhuis van Bristol en groeide op in Kingswood. Hij doorliep de middelbare school aan de Sir Bernard Lovell School in South Gloucestershire, hier werd hij gemotiveerd om te gaan acteren door zijn dramaleraar die hem meenam naar het theaterschool Bristol Old Vic in Bristol. Later studeerde hij af aan de Gloucestershire and Stroud College in South Gloucestershire en aan het Middlesex University in Hendon. Later heeft hij ook nog met een beurs gestudeerd aan het Universiteit van San Francisco in San Francisco.
Sims begon in 1997 met acteren in de televisieserie Casualty, waarna hij nog meerdere rollen speelde in films en televisieseries. Hij is het meest bekend van zijn rol als loodgieter Nigel Carter in de televisieserie Broadchurch waar hij in 16 afleveringen speelde (2013-2017) en van zijn rol als Fletch in de televisieserie Chuggington waar hij in 22 afleveringen speelde (2013-2015).

## Filmografie

### Films
Uitgezonderd korte films.
- 2023 Tell Me a Creepy Story - als Craig Gilligan
- 2022 The Fence - als mr. Arnold
- 2021 Everything I Ever Wanted to Tell My Daughter About Men - als Moody
- 2017 Alexander I: Into the Woods - als Petya
- 2017 Catherine the Great: Husbands, Lovers and Sons - als Petya
- 2012 Outside Bet - als badmeester
- 2010 Darah garuda - Merah putih II - als sergeant De Graffe
- 2009 Merah Putih - als sergeant De Graffe
- 2008 The Colour of Magic - als Big Star Man / Star vluchteling

### Televisieseries
Uitgezonderd eenmalige gastrollen.
- 2024 Renegade Nell - als Amorous - 2 afl.
- 2023 Ruby Speaking - als Tom - 6 afl.
- 2019 Free Rein - als Geoff - 8 afl.
- 2018 Joe All Alone - als Dean - 4 afl.
- 2013-2017 Broadchurch - als Nigel Carter - 16 afl.
- 2016 Beowulf: Return to the Shieldlands - als Greff - 2 afl.
- 2013-2015 Chuggington - als Fletch - 22 afl.
- 2014 The Lost Honour of Christopher Jefferies - als Vincent Tabak - 2 afl.

### Computerspellen
- 2023 Final Fantasy XVI - als Engelse stem
- 2022 Peaky Blinders: The King's Ransom - als Winterkinderen
- 2022 Diablo Immortal - als stem
- 2020 Assassin's Creed Valhalla - als stem
- 2019 We Happy Few: Lightbearer - als Morrie Memento
- 2019 We Happy Few: Roger & James in They Came from Below - als James
- 2018 World of Warcraft: Battle for Azeroth - als stem
- 2018 We Happy Few - als Edward MacMillan
- 2015 Bloodborne: The Old Hunters - als Laurence
- 2014 Dark Souls II - als Creighton the Wanderer / Magerold of Lanafir